# Castelo Bedlay
O Castelo Bedlay (em inglês:  Bedlay Castle) é um castelo do século XVI localizado em Cadder, North Ayrshire, Escócia.

## História

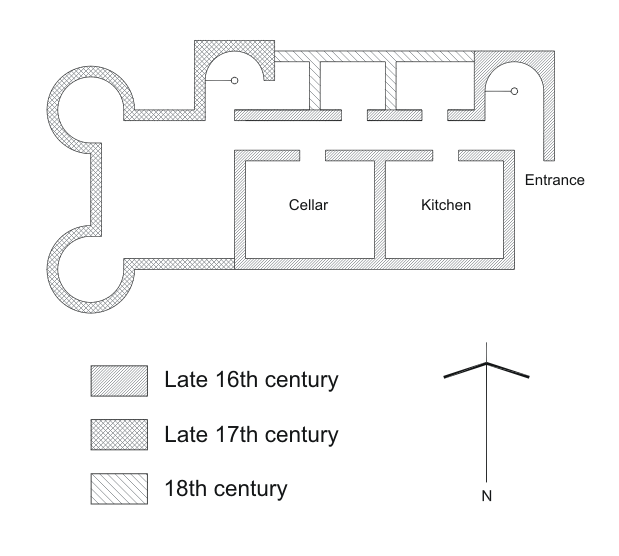
Planta dos castelo, com as datas aproximadas de construção.

A estrutura original foi construída pelo 4º Lorde James Boyd de Kilmarnock, que adquiriu as terras após a Reforma Protestante.
Em 1642, a propriedade passou para a família Robertson que o acrescentaram, estando atualmente ocupado e em bom estado de conservação.
As terras de Bedlay passaram para os Robertons, como afirma McGibbon e Ross em 1887, Salter em 1993 e Tranter em 1935, contudo Tranter em 1962-5 usa o termo 'Robertson' em vez de 'Roberton'.
Encontra-se classificado na categoria "A" do "listed building" desde 14 de abril de 1971.
Em maio de 2007, o castelo foi posto à venda.

## Estrutura
O castelo foi construído em dois períodos diferentes; a seção este com a torre datada do último quarto do século XVI; a seção oeste com duas torres, foi construída cerca de 100 anos depois. A casa principal possui dois pisos, sendo que as janelas foram alargadas. Foi remodelado em 1860.